# Frikassé
En frikassé (fransk fricassée, egentlig perfektum af fricasser, som sikkert er dannet af frire 'stege' og casser 'knuse', slå i stykker) er en ret af småtskårne kødstykker i hvid sovs med grøntsager.